# (3343) Nedzel
(3343) Nedzel est un astéroïde de la ceinture principale aréocroiseur.

## Description
(3343) Nedzel est un astéroïde aréocroiseur. Il présente une orbite caractérisée par un demi-grand axe de 2,35 UA, une excentricité de 0,31 et une inclinaison de 25,0° par rapport à l'écliptique.

## Compléments